# Symphitoneuria triangulata
Symphitoneuria triangulata là một loài Trichoptera thuộc họ Leptoceridae. Chúng phân bố ở miền Australasia.